# Língua daza
Daza (também chamada Dazaga) é uma língua Nilo-Saariana falada pelos dazas que habitam o norte do Chade.

## Falantes
Os dazas também são conhecidos como goranes no país. O daza é falado por cerca de 380 mil pessoas, principalmente na região de do deserto de Djuran e em Borcu, localmente chamado Haya ou Faya-Largeau, centro-central do Chade, a capital dos dazas. O daza é falado nas montanhas Tibesti do Chade (330 000 falantes), no leste do Níger perto de N'guigmi e ao norte (50 000 falantes). Também é falado em menor extensão na Líbia e no Sudão, onde existe uma comunidade de 3 mail falantes na cidade de Ondurmã. Há também uma pequena comunidade da diáspora trabalhando em Jedá, Arábia Saudita.

Línguas tubus

## Classificação
Dazaga é uma língua nilo-saariana e um membro do ramo do Saara Ocidental do subgrupo das Saarianas] que também contém as línguas canúri, canembu e tubu. As línguas Tebu se dividem em Tedaga e Dazaga. O ramo do Saara Oriental inclui as línguas zagaua e berti.

## Dialetos
Os dois dialetos primários da linguagem dazaga são daza e cara, mas existem vários outros dialetos mutuamente inteligíveis, incluindo Kaga, Kanobo, Taruge e Azza. Está intimamente relacionada com a língua tega, falada pelos tedas e por dois grupos tubus, que residem principalmente nas montanhas Tibesti do norte de Chade e no sul da Líbia, perto da cidade de Saba (Líbia).

### Influências
Os dialetos falados no Chade e no Níger têm influência da língua francesa, enquanto os dialetos falados na Líbia e no Sudão têm mais uma influência do árabe. A linguagem Dazaga não é uma língua literária e tem um vocabulário limitado. Ele se ajusta a isso tomando palavras outras línguas, como árabe ou francês. Por exemplo, a palavra "obrigado" não existia em Dazaga, então a palavra árabe shokran foi incorporada na língua e geralmente é seguida pelo sufixo -num que reconhece a segunda pessoa. A maioria dos falantes de Dazaga são bilíngues em sua língua nativa, juntamente com árabe, francês, zagaua, hauçá, Zarma, canúri ou línguas tuaregues.

## Vocabulário
As tabelas a seguir contêm palavras do dialeto Daza falado em Ondurmã, no Sudão. Essa romanização não é padrão. Tebu é dividido em Tedaga e Dazaga. O ramo do Saara Oriental inclui a língua zagaua e língua berti

### Números
| Português | Dazaga       | Português | Dazaga          |
| --------- | ------------ | --------- | --------------- |
| Um        | Tron         | Onze      | Murdai sa Tron  |
| Dois      | Jow          | Doze      | Murdai sa Jow   |
| Três      | Aguzo        | Treze     | Murdai sa Aguzo |
| Quatro    | Twzo         | Quatorze  | Murdai sa Twzo  |
| Cinco     | Foo          | Quinze    | Murdai sa Foo   |
| Seis      | Disi         | Dezesseis | Murdai sa Disi  |
| Sete      | Troso        | Dezessete | Murdai sa Troso |
| Oito      | Woso         | Dezoito   | Murdai sa Woso  |
| Nove      | Yisi         | Dezenove  | Murdai sa Yisi  |
| Dez       | Murdum       | Vinte     | Digiram         |
| Trinta    | Murtta Aguzo | Cinquenta | Murtta Foo      |
| Quarenta  | Murtta Twzo  | Cem       | Kidri           |

### Palavras e frases
| Português | Dazaga   | Português        | Dazaga                |
| --------- | -------- | ---------------- | --------------------- |
| Homem     | Anji     | Bom dia          | Wasa Nisira           |
| Mulher    | Ari      | Boa noite        | Kalar Dizoo           |
| Família   | Ama Yaga | Muito grato      | Shukran Num           |
| Irmão     | Dagi     | Meu nome é...    | Tan Sortango          |
| Irmã      | Duroo    | Como é teu nome? | Sornuma Jaa?          |
| Pai       | Abaa     | Como vai você?   | Inta wWsura?          |
| Mãe       | Ayi      | Eu vou bem       | Kala Layy or Tan Wasu |
| Amigo     | Sardu    | Por favor        | jinda                 |
| Vida      | Dina     | País             | Ni                    |
| Morte     | Noso     | Religião         | Din                   |

## Escrita
A língua Daza usa o alfabeto latino sem as letras Q, V, X. Usa as formas adicionais Ẹ, Ɛ, Ə, Ny, Ŋ, Ọ, Ɔ, Š

## Fonologia

### Consoantes
|             | Labial | Alveolar | Palatal | Velar | Glotal |
| ----------- | ------ | -------- | ------- | ----- | ------ |
| Plosiva     | b      | t d      | tʃ dʒ   | k ɡ   |        |
| Fricativa   | f      | s z      | (ʃ)     |       | h      |
| Nasal       | m      | n        | ɲ       | ŋ     |        |
| Vibrante    |        | ɾ        |         |       |        |
| Lateral     |        | l        |         |       |        |
| Aproximante | w      |          | j       |       |        |

### Vogais
|         | Frontal | Central | Posteior |
| ------- | ------- | ------- | -------- |
| Fechada | i       |         | u        |
| Fechada | ɪ       |         | ʊ        |
| Media   | e       |         | o        |
| Media   | ɛ       |         | ɔ        |
| Aberta  |         | a       |          |